# 지그

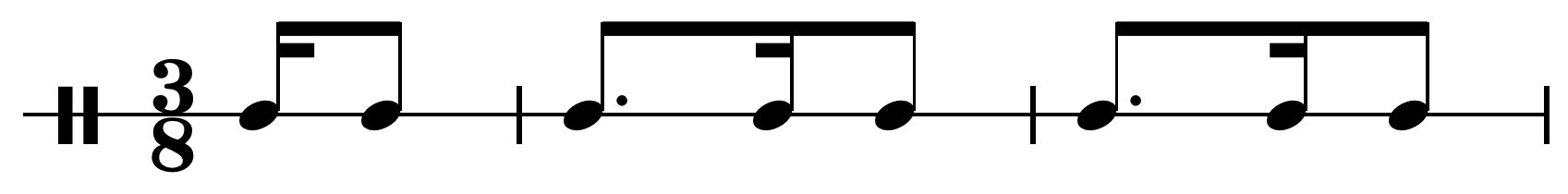

지그(프랑스어: gigue) 또는 지가(이탈리아어: giga)는 템포가 빠른 고전 춤곡 중 하나이다.
고전 모음곡에서는 보통 최종 악장으로 쓰인다. 6/8박자 또는 6/4박자의 복합3박자로 되어 있고, 점리듬과 폭 넓은 음정(6, 7도, 옥타브)의 도약이 특징이다. 구조적으로는 2부형식으로, 제2부의 첫머리는 제1부 주제의 반행형(反行型)을 쓰는 경우가 많다. 쿠랑트와 같이 프랑스풍과 이탈리아풍이 있는데, 프랑스풍의 것들은 푸가적인 텍스처로 한다. 이탈리아풍은 보다 빨라서 푸가적이 아니다. 요한 세바스티안 바흐의 지그는 대부분이 프랑스풍이지만, 《영국 모음곡 제2번》, 《파르티타 제1번》의 지그는 이탈리아풍 지그의 한 전형적인 형이다. 이상 4개의 춤곡은 고전모음곡으로서 주요 악곡이다. 한편 가보트, 미뉴에트, 부레 등의 춤곡은 적당하게 선택되어 사라반드와 지그 사이에 배열되는 것이 보통이다.

## 같이 보기
- 루르 (음악)

## 참고 자료
- 이 문서에는 다음커뮤니케이션(현 카카오)에서 GFDL 또는 CC-SA 라이선스로 배포한 글로벌 세계대백과사전의 내용을 기초로 작성된 글이 포함되어 있습니다.